# Stenodyneriellus octolineatus
Stenodyneriellus octolineatus är en stekelart som beskrevs av Giordani Soika 1995. Stenodyneriellus octolineatus ingår i släktet Stenodyneriellus och familjen Eumenidae. Inga underarter finns listade i Catalogue of Life.